# Prut Leova
FC Prut Leova – mołdawski klub piłkarski z siedzibą w Leova. Został założony w roku 1992 pod nazwą FC Constructorul Leova.

## Historia
Drużyna piłkarska Constructorul Leova została założona w mieście Leova w 1992. W sezonie 1992 debiutował w Wyższej Lidze Mołdawii, ale zajął ostatnie 12. miejsce i spadł z powrotem do Divizia A. Jednak przed startem nowego sezonu klub wycofał się z rozgrywek i został rozwiązany.

## Sukcesy
- 12 miejsce w Divizia Națională: 1992